# József Jeszmás
József Jeszmás (Vienna, 8 febbraio 1897 – Budapest, 14 maggio 1934) è stato un calciatore ungherese, di ruolo attaccante.

## Carriera
Giocò con la Nazionale magiara e fu capocannoniere del campionato ungherese nel 1924. Nell'estate del 1925 arrivò in Italia alla Cremona voluto dal tecnico Eugen Payer, in coppia con un altro ungherese Gyula Wilhelm.
Disputò 20 partite e realizzò 13 reti nel miglior campionato di Prima Divisione della Cremonese, giunta seconda, dietro alla Juventus, nel girone B.. Tornato in Ungheria, nel 1928 si fa male ad un ginocchio e viene operato. La gamba si infetta e nel 1931 viene dichiarato disabile: ha una gamba paralizzata. Prova ad allenare, fa anche l'istruttore di pugilato ma è sofferente psicologicamente e inizia a bere. 
Nel 1934, mentre gira ubriaco per Budapest, importunando i passanti, viene fermato da un poliziotto (Istvan Gedenyi), che gli intima di smetterla. Jeszmas lo aggredisce con pugni e anche calci mentre è per terra. Jeszmas scappa ma il poliziotto lo insegue e lo raggiunge. Jeszmas lo colpisce ancora e il poliziotto estrae la pistola e gli intima di smetterla. Jeszmas non si ferma e il poliziotto spara. Mira alla gamba ma colpisce un'arteria. Si chiamano i soccorsi ma Jeszmas muore dissanguato.(2)https://www.nemzetisport.hu/magyar_valogatott/nepsport-jeszmas-jozsef-tragediaja-a-valogatott-futballistaval-rendorgolyo-vegzett-2879381

## Statistiche

### Cronologia presenze e reti in Nazionale
| Cronologia completa delle presenze e delle reti in nazionale ― Ungheria | Cronologia completa delle presenze e delle reti in nazionale ― Ungheria | Cronologia completa delle presenze e delle reti in nazionale ― Ungheria | Cronologia completa delle presenze e delle reti in nazionale ― Ungheria | Cronologia completa delle presenze e delle reti in nazionale ― Ungheria | Cronologia completa delle presenze e delle reti in nazionale ― Ungheria | Cronologia completa delle presenze e delle reti in nazionale ― Ungheria | Cronologia completa delle presenze e delle reti in nazionale ― Ungheria |
| Data                                                                    | Città                                                                   | In casa                                                                 | Risultato                                                               | Ospiti                                                                  | Competizione                                                            | Reti                                                                    | Note                                                                    |
| ----------------------------------------------------------------------- | ----------------------------------------------------------------------- | ----------------------------------------------------------------------- | ----------------------------------------------------------------------- | ----------------------------------------------------------------------- | ----------------------------------------------------------------------- | ----------------------------------------------------------------------- | ----------------------------------------------------------------------- |
| 23-9-1923                                                               | Budapest                                                                | Ungheria                                                                | 2 – 0                                                                   | Austria                                                                 | Amichevole                                                              | -                                                                       |                                                                         |
| 21-5-1925                                                               | Budapest                                                                | Ungheria                                                                | 1 – 3                                                                   | Belgio                                                                  | Amichevole                                                              | -                                                                       |                                                                         |
| 19-9-1926                                                               | Vienna                                                                  | Austria                                                                 | 2 – 3                                                                   | Ungheria                                                                | Amichevole                                                              | 1                                                                       | 38’                                                                     |
| 24-4-1927                                                               | Praga                                                                   | Cecoslovacchia                                                          | 4 – 1                                                                   | Ungheria                                                                | Amichevole                                                              | -                                                                       | 46’                                                                     |
| Totale                                                                  |                                                                         | Presenze                                                                | 4                                                                       |                                                                         | Reti                                                                    | 1                                                                       |                                                                         |